# Kaspersky Internet Security
Kaspersky Internet Security (sovint abreviat com a KIS) és una suite de seguretat d'internet desenvolupada per l'empresa Kaspersky i dissenyada per a ordinadors que funcionen sota Microsoft Windows. És capaç de detectar i eliminar de la majoria de les formes de malware, així com la protecció contra el spam, els hackers, els atacs de phishing i les fugides de dades.

## Funcions
Kaspersky Internet Security inclou tots els components de Kaspersky Anti-Virus, així com algunes d'addicionals. L'aplicació ofereix protecció en temps real, detecció i eliminació de virus, troians, cucs, spyware, adware i keyloggers, així com la detecció i eliminació de rootkits. KIS també inclou un firewall personal, control parental i de protecció de spam i phishing. A més, les característiques d'actualització automàtica i una eina per a la creació de discos de rescat, així com impedeix la pròpia de ser discapacitats de telèfon.
Segons Anti-Malware Test Lab, Kaspersky Internet Security compta amb la millor protecció en temps real i la capacitat d'autodefensa de les solucions provades. És conegut per tenir una elevada taxa de detecció (com es mostra amb proves d'AV Comparatives, AV Test, el virus d'Informació i Virus Bulletin), principalment a causa de la seva ràpida taxa de resposta (en mitjana, una actualització es lliura al voltant de 0 a 2 hores després de malware Brot) i una funció de la tecnologia heurística. Així mateix, de conformitat amb Matousec transparent de Seguretat, una empresa dedicada a la posada a prova de firewalls, Kaspersky Internet Security té un dels millors servidors de seguretat de totes les suites de prova de seguretat d'Internet.
Kaspersky Internet Security ha guanyat nombrosos premis de revistes de TU respectat, com PC Authority, PC World, PC Professional, PC Pro, Computer Shopper i Computerbild. Així mateix, és el guanyador de l'elecció de l'editor de molts dels llocs web com CNET i Softpedia.

## Limitacions
A més, Kaspersky Internet Security, igual que la majoria dels seus competidors, és incompatible amb moltes altres aplicacions de seguretat. Exemples d'aquest tipus de programari són incompatibles Comodo Internet Security, Spyware Doctor, Norton Antivirus i McAffee VirusScan.

## Polèmiques sobre seguretat
El març de 2015, Bloomberg va acusar Kaspersky de tenir llaços estrets amb funcionaris d'intel·ligència i militars russos. Kaspersky va criticar les afirmacions al seu bloc, qualificant la cobertura de "sensacionalista" i culpable d'explotar la paranoia" per "augmentar el nombre de lectors".
Com a resultat de la suposada participació russa en les eleccions presidencials de 2016 i les investigacions en curs, el Departament de Seguretat Nacional va prohibir oficialment l'ús de Kaspersky Internet Security per part del govern federal dels Estats Units el setembre de 2017.
A partir del 12 de desembre de 2017, el govern federal nord-americà prohibeix per llei l'ús del programari Kaspersky.